# Gauribidanur
Gauribidanūr är en ort i Indien.   Den ligger i distriktet Chikkaballapur och delstaten Karnataka, i den södra delen av landet, 1 700 km söder om huvudstaden New Delhi. Gauribidanūr ligger 690 meter över havet och antalet invånare är 32 447.
Terrängen runt Gauribidanūr är platt. Runt Gauribidanūr är det tätbefolkat, med 356 invånare per kvadratkilometer. Gauribidanūr är det största samhället i trakten. Trakten runt Gauribidanūr består till största delen av jordbruksmark.